# Руперт Холмс
Руперт Холмс (при рождении Дэвид Гольдштейн; род. 24 февраля 1947 года) — британо-американский певец, композитор, музыкант, драматург и писатель. Он известен хитовыми синглами «Escape (The Piña Colada Song)» (1979) и «Him» (1980). Он также известен телесериалом «Remember WENN» и мюзиклом «Drood», которые принесли ему премию «Тони» и музыкальную премию «Curtains».

## Биография
Родился в Нортуич, Чешир, Англия. Его отец, Леонард Элиот Гольдштейн, был прапорщиком армии США. Мать Руперта, Гвендолен Мэри (урождённая Пинн), была англичанкой. Холмс имеет двойное британское и американское гражданство. Семья переехала в северный пригород Нью-Йорка Нануэт, штат Нью-Йорк, когда Холмсу было шесть лет. Там Холмс вырос и окончил среднюю школу Nyack High School, а затем и Манхэттенскую музыкальную школу (по классу кларнет). Брат Холмса, Ричард, является основным баритоном нью-йоркской театральной компании Gilbert и Sullivan Players. Он также выступает с региональными оперными компаниями, такими как Glimmerglass, Lake George и Virginia Opera, а также выступает в Метрополитен-опера.
В 1969 году Холмс женился на подруге детства Элизабет «Лиза» Вуд Дрейфус, которая была адвокатом. Их дочь Венди внезапно умерла в 1986 году, в возрасте десяти лет, опухоли головного мозга, которую не смогли диагностировать врачи У пары есть два сына, Ник и Тимоти, последний из которых страдает аутизмом.

## Автор песен и исполнитель
В свои 20 лет Холмс занимался музыкальными сессиями, писал и аранжировал песни, пел и играл на нескольких инструментах. В 1969 году Холмс и Роном Данте («The Cuff Links», «The Archies») записали композицию «Jennifer Tomkins» для выпуска их второго альбома «The Cuff Links». Во время записи этого альбома звукозаписывающая компания, которая занималась производством «The Archies,» разорвала контракт с Данте, он не мог больше принимать участие в проектах студии и был вынужден покинуть группу. Холмс закончил проект и выпустил «Jennifer Tomkins» отдельно под другим названием студии Street People (не относящимся к одноимённой группе середины 1970-х). Композиция пробыла в чарте «Billboard Hot 100» 15 недель, начиная с 3 января 1970 года, и добралась до 36-го места. Следующий сингл под названием "Thank You Girl " добрался до 96-го места в поп-чарте Billboard в апреле 1970 года.
Холмс выступал пианистов в двух группах: «The Cuff Links» и «The Buoys», с последними он исполнил свой первый международный хит «Timothy», который провел в «Hot 100» 17 недель, начиная с 2 января 1971 года, композиция, добравшаяся до 17 строчки чарта, в которой говорилось о каннибализме, вызвала жаркие споры среди общественности. Он также написал для группы следующие музыку к композициям: «Give Up Your Guns», занявшую 84 строчку хит-парада, «The Prince of Thieves», «Blood Knot» и «Tomorrow». Холмс является автором джинглов и поп-мелодий (втор числе для Джина Питни, Уэйна Ньютона, Долли Партон, Барри Манилоу, для групп «The Platters», «The Drifters» и американского музыкального ситкома «Семья Партриджей». Он написал партитуру вестерну «Five Savage Men», в котором главную роль сыграл Кинан Уинн.
В качестве художника по звуку Холмс дебютировал с альбомом «Widescreen», выпущенным звукозаписывающей студией «Epic Records» в 1974 году. Благодаря этому альбому Холмс предстал перед публикой автором романтичных, наполненных сюжетом композиций, которые вели остроумное повествование, а тонко подобранные рифмы делали придавали им комедийности. Барбра Стрейзанд обратила внимание на этот альбом и предложила записать песни с него, с этого стартовала успешная карьера Холмса. Затем она использовала некоторые из его песен в фильме «Звезда родилась», 1976 год. Холмс также занимался аранжировкой и написанием песен к её альбому «Lazy Afternoon» (1975 год), а также для пяти других альбомов Стрейзанд. После выхода второго альбома Холмса американский журнал «Rolling Stone» сравнил его с Бобом Диланом, как оригинального художника, который вызывает интерес публики.
В это время были востребованы и продюсерские навыки Холмса, он продюсировал альбом «Tigers and Fireflies» британской исполнительницы Lynsey de Paul. Композиция «Hollywood Romance» с этого альбома стал радиохитом. В альбом также была включена блюзовая песня «Twas», написанная в соавторстве Холмсом и de Paul. Он также выступал в качестве продюсера альбома «Big Beat» (1976 год) американской поп-рок группы «Sparks», хотя альбом так и не добился успеха. В 1975 году вместе с Джеффри Лессером Холмс продюсировал альбом «Trouble» британской группы «Sailor».
Песня «Escape (The Piña Colada Song)» была включена в пятый альбом Холмса, «Partners in Crime». Она заняла первое место в списке синглов № 1 в США в 1979 году (Billboard). Ещё одна популярная на этом альбоме песня «Him» достигла шестой строчки хит-парада. В 1986 году композиция Холмса «You Got It All» (ее ещё часто называют «You Got It All Over Him») написанная для группы «The Jets» заняла 3 место в хит-параде, а позже была записана поп-звездой Бритни Спирс и вошла в её международную версию альбома Oops!… I Did It Again (2000). Он также выпустил две песни для певицы Джуди Коллинз, которые вышли в свет в её альбоме «Sanity and Grace». Его песня «The People That You Never Get to Love» была включена в 4 альбома Susannah McCorkle «The People That You Never Get to Love» (1981), «From Bessie to Brazil» (1993), Most Requested Songs (2001), and Ballad Essentials (2002). Фрэнк Синатра младший также записал композицию на своем альбоме "That Face! ", который вышел в 2006 году.
В 1980-90-х Холмс также играл в кабаре и комедийных клубах, в основном в Нью-Йорке, рассказывая часто автобиографические анекдоты, которые иллюстрировал своими песнями. В 2016 году в одном из эпизодов телесериала «Лучше звоните Солу» Джимми говорит, что снимает документальный фильм о Холмсе и поет его песню «Escape».

## Драматург
В 1985 году Холмс дебютировал в качестве драматурга, став автором мюзикла «The Mystery of Edwin Drood», позже известном как «Drood». Посетив выступления Холмса в кабаре в 1983 году, Joseph Papp с супругой посоветовали ему написать пьесу. Результатом стал мюзикл, сценарий которого был основан на незавершенном романе Чарльза Диккенса. А вдохновением для Холмса послужили его воспоминания о шоу английской пантомимы, которые он посещал в детстве. Мюзикл стал хитом в Центральном парке Нью-Йорка и на Бродвее. Поскольку Диккенс оставил роман незавершенным после своей смерти, Холмс использовал необычный прием, позволявший альтернативное окончание для каждого персонажа, которого подозревают в убийстве. Холмс дал возможность зрителям решать кто убийца. Это шоу принесло Холмсу театральную премию Тони за сценарий и партитуры, премию Драма Деск за тексты и музыку, а также другие премии. Мюзикл был поставлен в Лондоне и на Бродвее. Его успех побудил Холмса к написанию других музыкальных и художественных пьес в последующие годы, несмотря на то, что он ни раз говорил, что некоторое время после смерти своей дочери он не мог заниматься постановками для музыкального театра.
Холмс также написал пьесу «Say Goodnight, Gracie», основанную на отношениях между комиком Джорджем Бернсом и американской актрисой Грейси Аллен. Постановка получила премию Тони в номинации «Лучшая пьеса 2003 года». Пьеса, в которой главную роль сыграл Фрэнк Горшин, стала самой продолжительной постановкой на Бродвее того сезона и третьим самым продолжительным сольным представлением в истории Бродвея. В 1990 году Холмс написал комедию-триллер «Accomplice» («Сообщник»), которая стала второй пьесой Холмса, получившей премию Эдгара Аллана По, после «Drood». Холмс написал ряд других произведений, в числе которых также была пьеса «Solitary Confinement», поставленная в театре «Голландец» на Бродвее в 1992 году. Перед премьерой на Бродвее спектакль установил новый кассовый рекорд в Кеннеди Центре (John F. Kennedy Center for the Performing Arts). Холмс стал автором «Thumbs», самой успешной пьесы в истории театральной труппы Хелен Хейс, и мюзикла «Marty» (2002 год), главную роль в котором сыграл Джон Кристофер Райли. Он написал сценарий танцевального мюзикла «Swango: The Theatrical Dance Experience» по мотивам Ромео и Джульетты в стиле свинг-танго, который был поставлен на Бродвее в 2002 году. Спектакль несколько раз перезапускали. После кончины Питера Стоуна (автора оригинальной книги) и Фреда Эбба (автора текстов) Холмс присоединился к творческой группе музыкальной комедии «Curtains». Он переписал оригинальную книгу Стоуна, добавил дополнительные тексты к песням Кандера и Эбба. «Curtains» поставили на сцене «Al Hirschfeld Theatre» на Бродвее, главные роли в спектакле исполнили Дэвид Хайд Пирс и Дебра Монк. Холмс и Питер Стоун (посмертно) были удостоены премии Драма Деск в 2007 году за выдающийся сценарий пьесы «Curtains».
Холмс написал сценарий к мюзиклу «First Wives Club» («Клуб первых жен»), по одноимённому фильму. Премьера мюзикла состоялась в 2009 году в старом театре «Глобус» в Сан-Диего, штат Калифорния. Партитуры к пьесе были написаны Ламонтом Дозье, Брайаном Холландом и Эдди Холландом. В целом эта постановка получила не слишком восторженные отзывы, но билеты на неё хорошо продавались. Новая книга была написана Линдой Бладворт-Томасон, а переработанное на её основе шоу было представлено в Чикаго в 2015 году. Затем Холмс написал сценарий музыкального мюзикла «Robin and the 7 Hoods», вдохновленного одноимённым фильмом 1964 года с Фрэнком Синатрой в главной роли. Музыкальные произведения к мюзиклу написали поэт и музыкант Сэмми Кан и композитор Джимми Ван Хойзен, включая известную композицию «My Kind of Town». Работа над мюзиклом началась в 2010 на сцене старого «Глобуса». Режиссёром и хореографом выступил Кейси Николо. По сюжету это история о миловидном гангстере, который надеется выйти из криминального бизнеса. Добродетельный телерепортер уподобляет его современному Робин Гуду.
Холмс адаптировал роман Джона Гришэма «Пора убивать» для постановки на сцене. Премьера спектакля состоялась на сцене Arena Stage в Вашингтоне, округ Колумбия, в 2011 году. Драма в зале суда на фоне развивающейся расовой политики на юге 1980-х годов была названа «смешной, шокирующей, остроумной и хитрой». Он также написал сценарий и тексты песен для «Чокнутого профессора», мюзикла, основанного на одноимённом фильме 1963 года. Партитуру написал Марвин Хэмлиш. Мюзикл был поставлен режиссёром Джерри Льюисом, премьера состоялась в Нашвилле, штат Теннесси, в 2012 году. Вместе с Хэмлишем он также написал песни для биографического фильма Либераче «За канделябрами», вышедшем в свет в 2013 году. Затем он написал пьесу «Secondhand Lions: A New Musical», премьера которой состоялась в Сиэтле, штат Вашингтон, в 2013 году. Шоу «Пора убивать» было представлено на Бродвее, но длилось всего четыре недели, не считая предварительных просмотров. Закрыто было 17 ноября 2013 года.

## Телевизионный автор
В 1996 году Холмс создал телевизионный сериал «Remember WENN» для телеканала AMC. Он написал заглавную песню и все 56 эпизодов этого сериала. В 2003 году он опубликовал свой первый роман «Where the Truth Lies» (позднее адаптированный к одноимённому фильму Атома Эгояна), а в 2005 году вышел «Swing», мультимедийный релиз, сочетающий роман с музыкальным компакт-диском, дающим ключ к разгадке тайны.